# United Airlines Tournament of Champions 1982 - Doppio
Il doppio del torneo di tennis United Airlines Tournament of Champions 1982, facente parte del WTA Tour 1982, ha avuto come vincitrici Rosie Casals e Wendy Turnbull che hanno battuto in finale Kathy Jordan e Anne Smith con il punteggio di 6–3, 6–3.

## Teste di serie
1. Martina Navrátilová /  Pam Shriver (semifinali)
2. Kathy Jordan /  Anne Smith (finale)

1. Rosie Casals /  Wendy Turnbull (Campionesse)
2. Sue Barker /  Ann Kiyomura-Hayashi (primo turno)

## Tabellone

### Legenda
| - Q = Qualificato - WC = Wild card - LL = Lucky loser | - ALT = Alternate - SE = Special Exempt - PR = Protected Ranking | - w/o = Walkover - r = Ritirato - d = Squalificato |

|  | Quarti di finale | Quarti di finale                  | Quarti di finale                  | Quarti di finale | Quarti di finale |  |  | Semifinali                      | Semifinali                      | Semifinali                     | Semifinali              | Semifinali              |   |   | Finale                      | Finale                      | Finale                      | Finale | Finale |  |
|  |                  |                                   |                                   |                  |                  |  |  |                                 |                                 |                                |                         |                         |   |   |                             |                             |                             |        |        |  |
|  | 1                | Martina Navrátilová Pam Shriver   | Martina Navrátilová Pam Shriver   | 6                | 7                |  |  |                                 |                                 |                                |                         |                         |   |   |                             |                             |                             |        |        |  |
|  |                  | Candy Reynolds Paula Smith        | Candy Reynolds Paula Smith        | 3                | 6                |  |  | Martina Navrátilová Pam Shriver | Martina Navrátilová Pam Shriver | 3                              | 6                       | 4                       |   |   |                             |                             |                             |        |        |  |
|  | 3                | Rosie Casals Wendy Turnbull       | Rosie Casals Wendy Turnbull       | 6                | 6                |  |  | Rosie Casals Wendy Turnbull     | Rosie Casals Wendy Turnbull     | 6                              | 4                       | 6                       |   |   |                             |                             |                             |        |        |  |
|  |                  | Patrícia Medrado Cláudia Monteiro | Patrícia Medrado Cláudia Monteiro | 2                | 1                |  |  |                                 |                                 |                                |                         |                         |   |   | Rosie Casals Wendy Turnbull | Rosie Casals Wendy Turnbull | Rosie Casals Wendy Turnbull | 6      | 6      |  |
|  |                  | Rosalyn Nideffer Tanya Harford    | 6                                 | 2                | 6                |  |  |                                 |                                 | Kathy Jordan Anne Smith        | Kathy Jordan Anne Smith | Kathy Jordan Anne Smith | 3 | 3 |                             |                             |                             |        |        |  |
|  | 4                | Sue Barker Ann Kiyomura-Hayashi   | 4                                 | 6                | 3                |  |  | Rosalyn Nideffer Tanya Harford  | Rosalyn Nideffer Tanya Harford  | Rosalyn Nideffer Tanya Harford | 2                       | 3                       |   |   |                             |                             |                             |        |        |  |
|  | 2                | Kathy Jordan Anne Smith           | Kathy Jordan Anne Smith           | 6                | 6                |  |  | Kathy Jordan Anne Smith         | Kathy Jordan Anne Smith         | Kathy Jordan Anne Smith        | 6                       | 6                       |   |   |                             |                             |                             |        |        |  |
|  |                  | Leslie Allen Mima Jaušovec        | Leslie Allen Mima Jaušovec        | 4                | 4                |  |  |                                 |                                 |                                |                         |                         |   |   |                             |                             |                             |        |        |  |